# Becherbach
Becherbach è un comune di 829 abitanti della Renania-Palatinato, in Germania.

Appartiene al circondario (Landkreis) di Bad Kreuznach (targa KH) ed è parte della comunità amministrativa (Verbandsgemeinde) di Nahe-Glan.